# Samostan Gospe od Anđela (Orebić)
Samostan Gospe of anđela je franjevački samostan smješten na brdu iznad Orebića.
Izgrađen je krajem 15. stoljeća u gotičko-renesansnom stilu.
Samostan je okružen borovom šumom, smješten je na stijeni 152 metra iznad razine mora.
Od njegovog ulaza puca pogled na Pelješki kanal i grad Korčulu. Zgrada se sastoji of velikog kata s četiri vanjska krila. Samostan čini cjelinu s crkvom kojom dominira toranj sa zvonikom. Pokraj crkve i samostana je (rimokatoličko) groblje. U crkvi se redovito služe mise.
Petar Tolstoj, ruski plemić i putopisac, spomenuo je samostan 1868. godine, njemački princ Philipp Coburg boravio je u samostanu 1905. a britanski pisac Seaton Watson 1913. godine.
Pomorci su tradicionalno prlazeći ispod samostana pozdravljali zvukom sirene tri puta, a franjevci bi odgovorali zvonjavom crkvenih zvona.